# Armer (moble)
|  | No s'ha de confondre amb Armer (professió). |

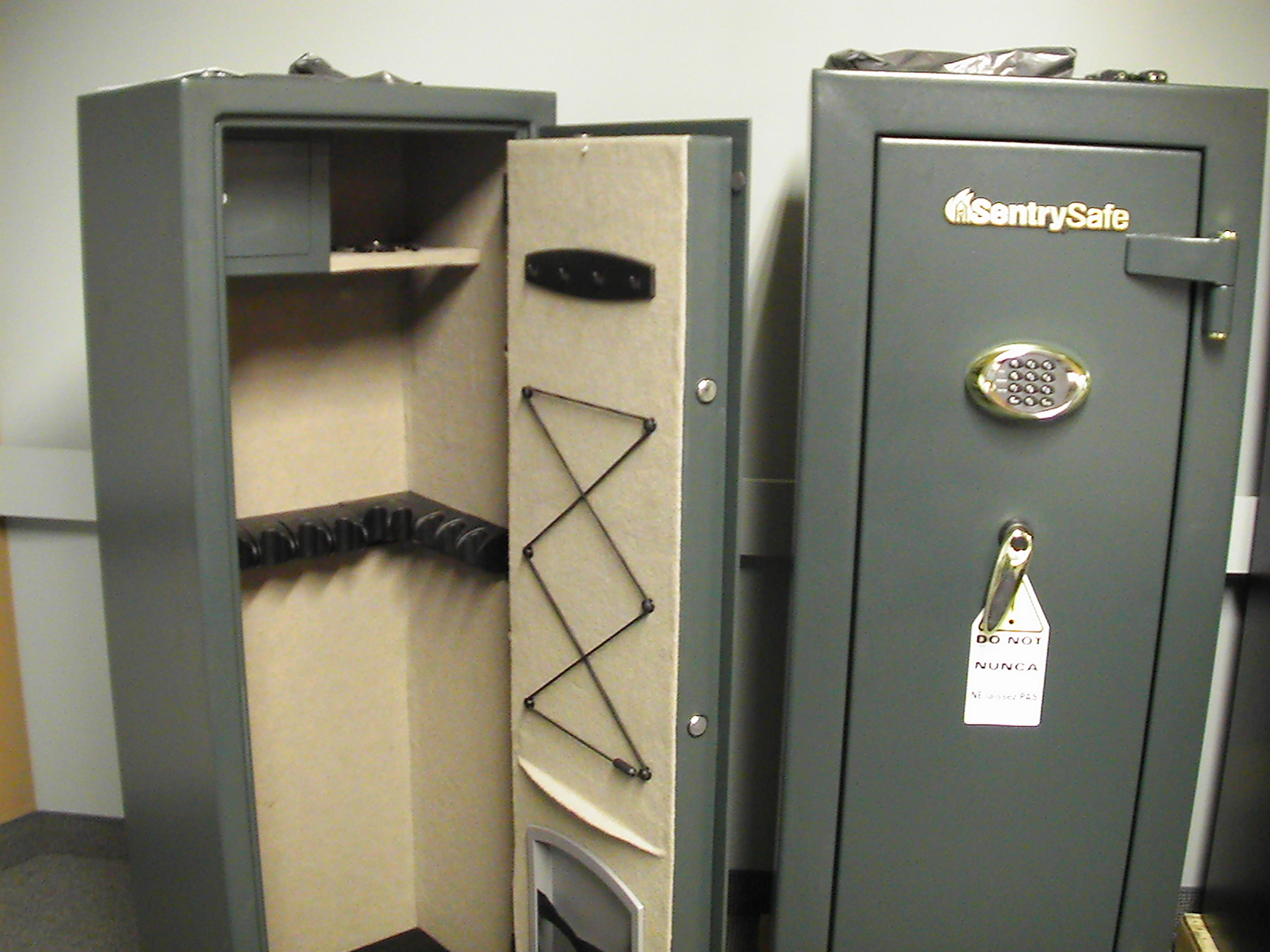
armer metàl·lic

Un armer o armari d'armes és un contenidor per a emmagatzematge segur d'una, o més, armes de foc, i, o munició per a aquestes armes. Un armer s'utilitza principalment per impedir l'accés a persones no autoritzades, per a una protecció antirrobatori, i, en armers més robusts, per protegir el contingut del dany que podria rebre durant una inundació, un incendi, o un desastre natural.
La limitació d'accés és obligació per llei en molts llocs, havent de ser l'armari de metall amb pany de seguretat. Els armers de metall han reemplaçat en gran part els antics armers de fusta utilitzats de forma general durant dècades, tot i que alguns armers moderns estan fets per semblar-se als armers de fusta.

## Característiques
Alguns armers poden incloure característiques de seguretat addicional com a protecció contra el foc o l'aigua, un pany de combinació, un pany digital, o identificació amb empremta dactilar.
Hi ha disponibles panys electrònics així com panys mecànics per a diferents models de armers. La fiabilitat més alta és la dels panys mecànics, tot i que són sovint més complicats d'obrir que els panys electrònics. Alguns armers usen la tecnologia de cargol de seguretat fet d'un metall resistent per assegurar la protecció segura del seu contingut contra una obertura forçada. Altres armers estan especialitzats només en protecció contra xoc, robatori o accés indesitjat de membres joves de la família o convidats, mentre altres armers proporcionen una protecció addicional contra el foc, inundacions i altres desastres naturals.
Hi ha armers amb recobriment exterior de fusta (tipus moble) que serveixen per a un propòsit principalment decoratiu amb la finalitat de imitar els antics armers de fusta en els que es guardaven les armes, amb una barra (o una cadena) travessant de costat a costat com bloqueig. Es poden crear armers en una habitació dedicada o en un armari de la casa. En el cas d'habitacions poden tenir de vegades un ús dual com armers i com a habitació segura o habitació de pànic, que pot utilitzar-se com a refugi d'emergència en el cas d'un tornado o un huracà.
Alguns armers estan dissenyats per ser amagats de la vista darrere parets falses o també darrere d'un armari, amagant-hi de vegades armers blindats, tot i que senzillament instal·lant un armer metàl·lic dins d'un armari ja existent, es poden aconseguir molts dels avantatges citats (p.e.: camuflatge) per impedir que els intrusos siguin conscients de la seva existència 